# イスプラ
イスプラ（イタリア語: Ispra）は、イタリア共和国ロンバルディア州ヴァレーゼ県にある、人口約5,300人の基礎自治体（コムーネ）。

## 地理

### 位置・広がり

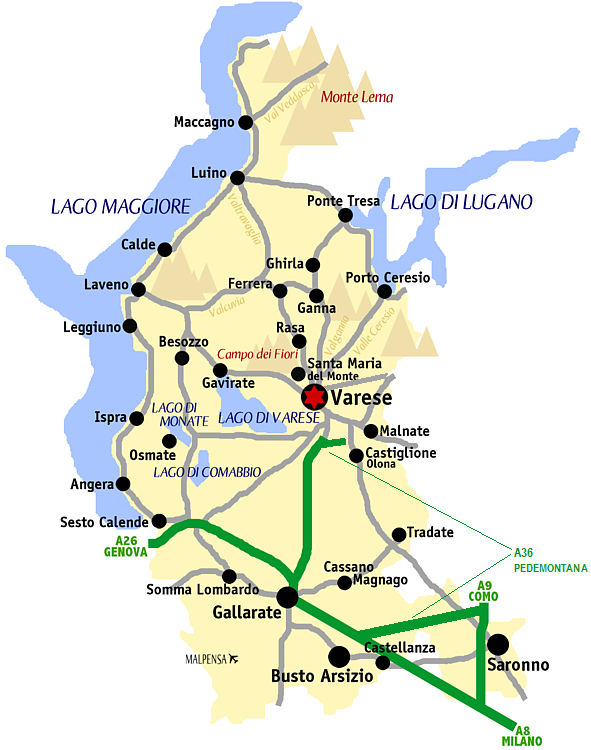
ヴァレーゼ県概略図

#### 隣接コムーネ
隣接するコムーネは以下の通り。括弧内のVBはヴェルバーノ・クジオ・オッソラ県、NOはノヴァーラ県所属を示す。
- アンジェーラ
- ベルジラーテ (VB)
- ブレッビア
- カドレッツァーテ・コン・オズマーテ (カドレッツァーテ)
- レーザ (NO)
- ランコ
- トラヴェドナ＝モナーテ

### 地震分類
イタリアの地震リスク階級 (it) では、4 に分類される
。

## 行政

### 分離集落
イスプラには、以下の分離集落（フラツィオーネ）がある。
- Alto Paese, Barza, Borghetto, Cascine, Case Nuove, Monteggia(CCR), Quassa, Funtanún